# Vestervang Sogn (Helsingør Kommune)
 For alternative betydninger, se Vestervang Sogn. (Se også artikler, som begynder med Vestervang Sogn)
Vestervang Sogn er et sogn i Helsingør Domprovsti (Helsingør Stift).
Vestervang Kirke blev indviet i 1966. Allerede i 1958 var Vestervang Sogn udskilt fra Sankt Olai Sogn, der lå i Helsingør Købstad, som geografisk hørte til Lynge-Kronborg Herred i Frederiksborg Amt og blev kernen i Helsingør Kommune ved kommunalreformen i 1970.
I sognet findes følgende autoriserede stednavne:
- Kronborg Ladegård (bebyggelse, ejerlav)
- Lerbakken (bebyggelse)
- Solbakken (bebyggelse)
- Romerhusene (bebyggelse)
- Montebello (Tidligere sanatorium, nu bebyggelse)